# Gratisavísin
Gratisavísin är en gratistidning på Färöarna. Språket i tidningen är färöiska. Innehållet är reportage om aktuella händelser och personer på öarna samt reklamannonser. Tidningen finns att få bland annat i butiker och på bussterminaler. I juli 2012 var upplagan 14 000 exemplar.